# Scodionyx mysticus
Scodionyx mysticus är en fjärilsart som beskrevs av Otto Staudinger 1899. Scodionyx mysticus ingår i släktet Scodionyx och familjen nattflyn. Inga underarter finns listade.